# Zofia Potocka
Zofia Constantinova Potocka, född Clavone 12 januari 1760 i Bursa, död 24 november 1822 i Berlin, var en grekisk prostituerad, slav, spion och slutligen polsk adelsdam. Hon var berömd i det samtida Europa för sitt dramatiska liv och sina kärleksaffärer och känd för sitt förhållande med Potemkin.

## Biografi
Potocka var dotter till Konstantin och Maria Clavone. Hennes mor sålde henne 1772 till den polske ambassadören i Istanbul, som brukade förse den polske kungen med flickor men som behöll henne själv som älskarinna; efter att detta förhållande avslutats försörjde hon sig som prostituerad. Hennes syster hade sålts till en turkisk pascha. Hon köptes 1779 av den polske majoren Józef Witt, som gifte sig med henne. Han förde henne till Paris där hon gjorde stor succé, kallades "Europas vackraste kvinna" och blev känd för sitt uttryck: "Mina ögon ömmar"; hon hade också förhållanden med den franske kungens två bröder, greven av Provence och greven av Artois. 
Under det Rysk-turkiska kriget (1787–1792) inledde hon en relation med Potemkin som varade till hans död. Under belägringen av Chotin skötte hennes make, som var guvernör i Kamenets, Potemkins spionnät i södra Polen och spionkontakterna i Chotin: i realiteten sköttes dock denna uppgift troligen av Zofia, vars syster var gift med paschan i Chotin. Potemkin utnämnde maken till guvernör i Cherson och henne till agent med ansvaret för de polsk-turkiska kontakterna. Hon presenterades som Potemkins mätress vid en bal som hölls under hans besök i Sankt Petersburg 1791.    
Hon gifte sig 1798 med den polske greven Stanisław Szczęsny Potocki, efter att han lyckats få igenom en skilsmässa för henne. Under sitt äktenskap hade hon också ett förhållande med sin styvson, Szczęsny Jerzy Potocki, som troligen var far till Bolesław, ett av hennes åtta barn. Då hon år 1805 blev änka, hade hon enligt polsk lag endast rätt till sin hemgift och en andel i makens egendom, vilket var litet då hon inte haft någon hemgift, men hon lyckades behålla nästan alla makens egendomar genom stöd av sin styvson och ryske guvernören Nikolaj Novosiltsov, vilka båda var hennes älskare.

## Galleri

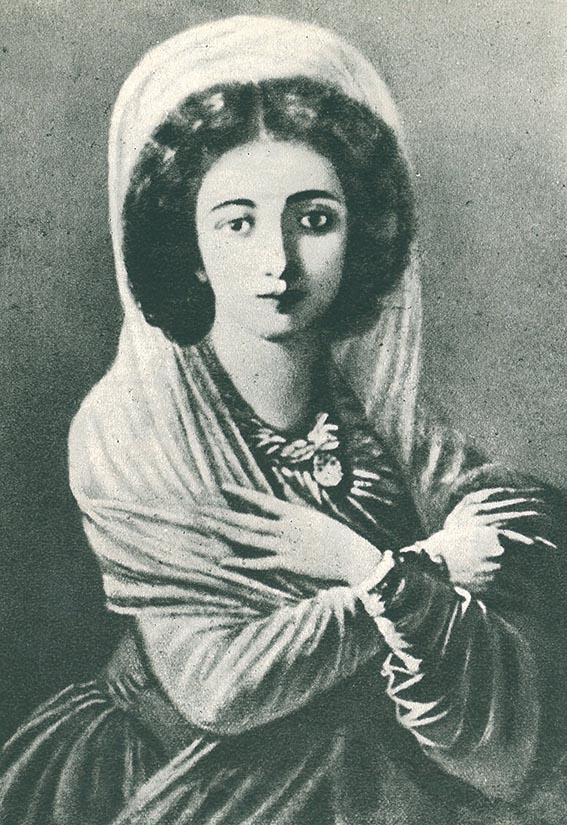
1780
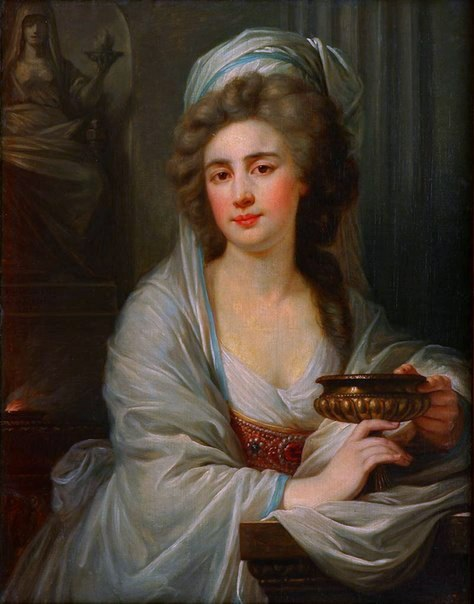
omkring 1785
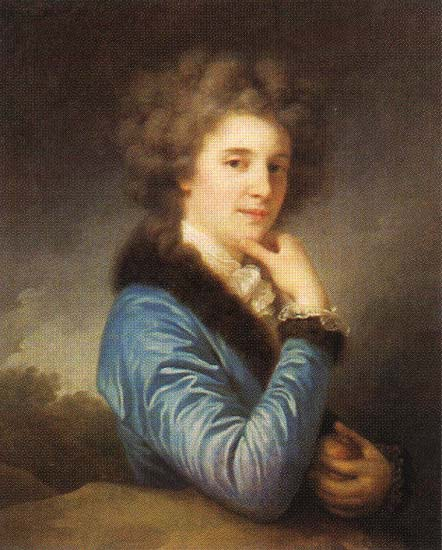
1790/1800
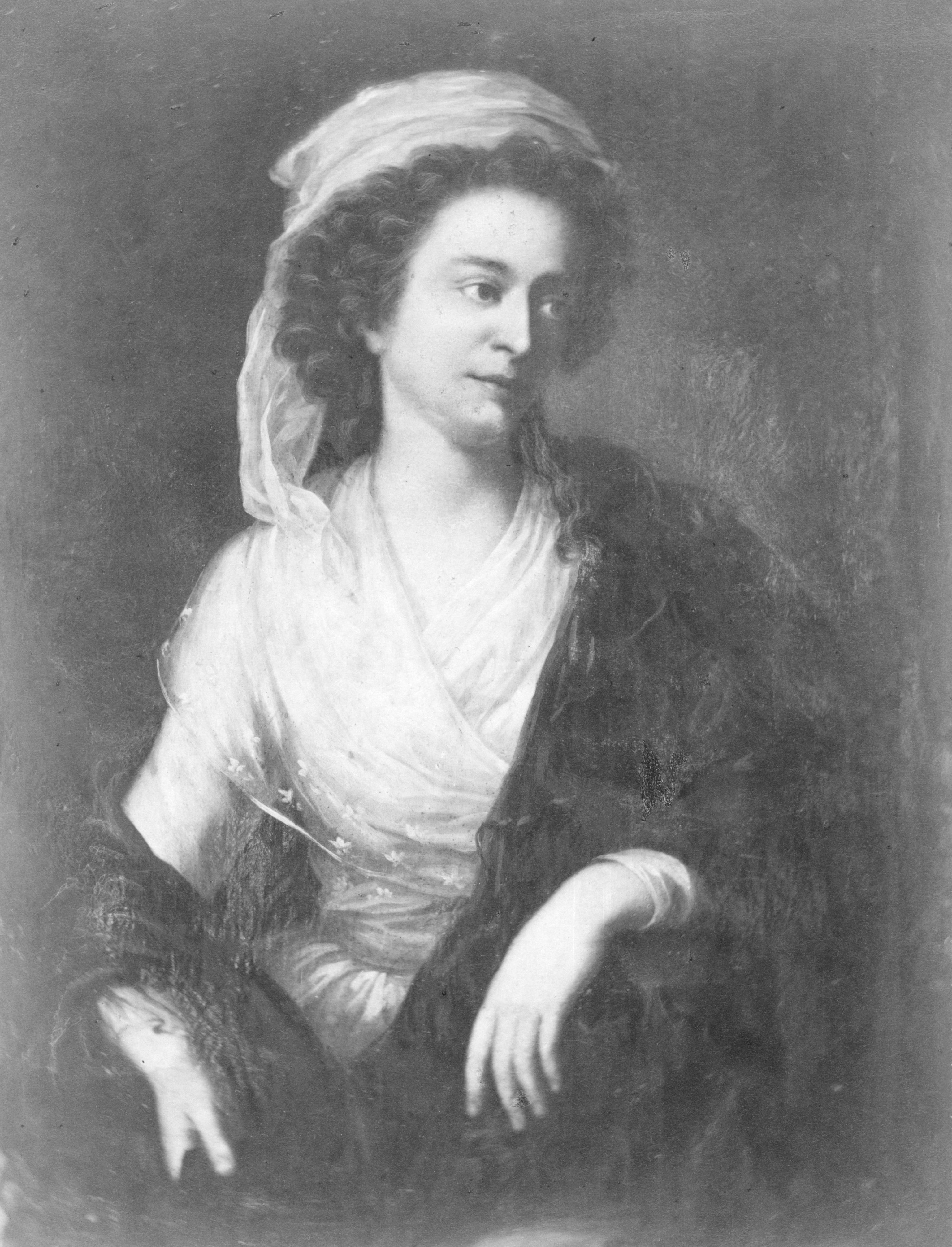
omkring 1805